# Goimase
Goimase är en krater i Kenya.   Den ligger i länet Baringo, i den västra delen av landet, 200 km nordväst om huvudstaden Nairobi. Toppen på Goimase är 1 513 meter över havet.
Terrängen runt Goimase är kuperad åt nordväst, men åt sydost är den platt. Runt Goimase är det ganska tätbefolkat, med 56 invånare per kvadratkilometer. Trakten runt Goimase består i huvudsak av gräsmarker.